# Fabio Fabene
Fabio Fabene (ur. 12 marca 1959 w Rzymie) – włoski duchowny rzymskokatolicki, doktor prawa kanonicznego, arcybiskup, podsekretarz Synodu Biskupów w latach 2014–2021, sekretarz Dykasterii Spraw Kanonizacyjnych (do 2022 Kongregacji Spraw Kanonizacyjnych) od 2021, przewodniczący Komisji ds. Nowych Męczenników – Świadków Wiary od 2023.

## Życiorys
26 maja 1984 otrzymał święcenia kapłańskie i został inkardynowany do diecezji Montefiascone (od 1986 włączonej do diecezji Viterbo). Pracował jako proboszcz w Montefiascone oraz jako wykładowca instytutu teologicznego. Od 1998 był pracownikiem Kongregacji ds. Biskupów, zaś od 2010 kierował biurem tejże dykasterii. 8 lutego 2014 został mianowany podsekretarzem Synodu Biskupów.
8 kwietnia 2014 papież Franciszek podniósł go do godności biskupa tytularnego Aquipendium. Sakry udzielił mu 30 maja 2014 osobiście papież Franciszek. 28 lutego 2017 został mianowany biskupem tytularnym Mons Faliscus.
18 stycznia 2021 papież Franciszek mianował go sekretarzem Kongregacji Spraw Kanonizacyjnych i podniósł do godności arcybiskupa ad personam. 3 lipca 2023 mianowano go przewodniczącym Komisji ds. Nowych Męczenników – Świadków Wiary.